# Théâtre de Pori
Le Théâtre de Pori (finnois : Porin Teatteri) est un théâtre  situé au centre de la ville de Pori en Finlande.

## Histoire
Le théâtre est fondé en 1931, par la fusion de la scène de Pori et du théâtre des travailleurs de Pori.
Le théâtre s'installe dans le centre-ville dans le bâtiment néorenaissance conçu par Johan Erik Stenberg et construit en 1884 et que l'on considère comme l'un des plus beaux théâtres de Finlande.
Il est connu particulièrement pour les peintures du plafond de sa salle principale Allegoria de 313 places. 
Une extension est bâtie en 1974 pour accueillir la petite scène.
Depuis 1967, le Théâtre de Pori accueilli des concerts du Pori Jazz.